# Renáta Medgyesová
Renáta Medgyesová (Komárno, 28 gennaio 1983) è un'ex lunghista e altista slovacca.
Dedicatasi in un primo momento della carriera specialmente al salto in alto, con cui prende parte nei primi anni 2000 a due Europei indoor; dopo una pausa dallo sport ritorna nel 2010 a competere nel salto in lungo.

## Palmarès
| Anno | Manifestazione    | Sede              | Evento         | Risultato | Prestazione | Note |
| ---- | ----------------- | ----------------- | -------------- | --------- | ----------- | ---- |
| 1997 | Europei juniores  | Lubiana           | Salto in alto  | 6ª        | 1,85 m      |      |
| 1998 | Mondiali juniores | Annecy            | Salto in alto  | 13ª (q)   | 1,81 m      |      |
| 1999 | Mondiali allievi  | Bydgoszcz         | Salto in alto  | Argento   | 1,83 m      |      |
| 1999 | Mondiali allievi  | Bydgoszcz         | Salto triplo   | 5ª        | 13,22 m     |      |
| 1999 | Europei juniores  | Riga              | Salto in alto  | 7ª        | 1,82 m      |      |
| 2000 | Europei indoor    | Gand              | Salto in alto  | 17ª (q)   | 1,80 m      |      |
| 2000 | Mondiali juniores | Santiago del Cile | Salto in alto  | 17ª (q)   | 1,80 m      |      |
| 2001 | Europei juniores  | Grosseto          | Salto in alto  | 11ª       | 1,83 m      |      |
| 2002 | Europei indoor    | Vienna            | Salto in alto  | 16ª (q)   | 1,84 m      |      |
| 2002 | Mondiali juniores | Kingston          | Salto in alto  | 5ª        | 1,85 m      |      |
| 2010 | Europei           | Barcellona        | Salto in lungo | 7ª        | 6,71 m      |      |
| 2011 | Europei indoor    | Parigi            | Salto in lungo | 16ª (q)   | 6,37 m      |      |
| 2012 | Europei           | Helsinki          | Salto in lungo | 28ª (q)   | 5,95 m      |      |
| 2013 | Europei indoor    | Göteborg          | Salto in lungo | 11ª (q)   | 6,35 m      |      |
| 2015 | Europei indoor    | Praga             | Salto in lungo | 20ª (q)   | 6,04 m      |      |